# Hubert Gerhard

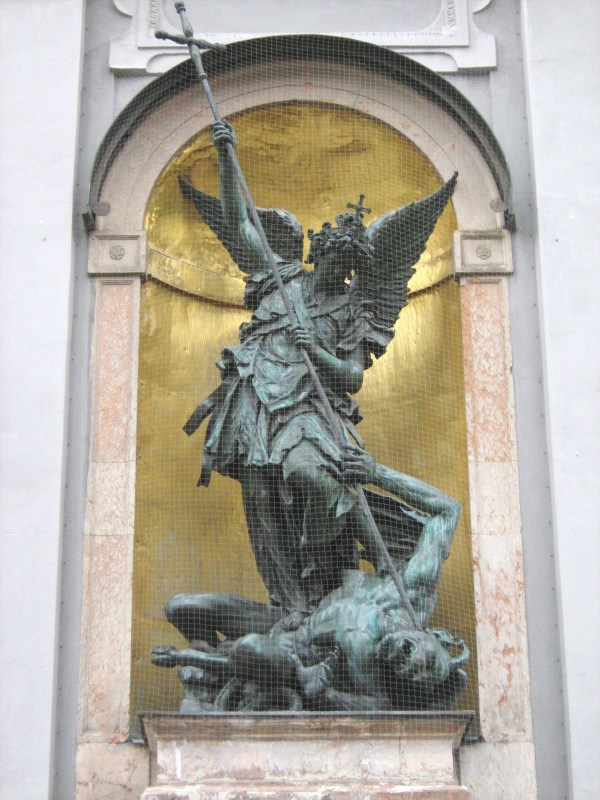
San Michele uccide il diavolo, nella facciata della Chiesa di San Michele a Monaco di Baviera

Hubert Gerhard ('s-Hertogenbosch, 1550 – Monaco di Baviera, 1620) è stato uno scultore olandese.

## Biografia
Come molti artisti a lui contemporanei, preferì allontanarsi dall'Olanda a causa dei conflitti religiosi e della polemica iconoclastica.
Nel decennio che va dal 1570 al 1580 visse in Italia, soprattutto a Firenze, dove conobbe Giambologna, che suscitò in lui una grande ammirazione e da cui restò profondamente influenzato.
Il suo stile artistico si può definire vicino a quello italianizzante che si diffuse nel nord Europa alla fine del Cinquecento, prendendo spunto dal Manierismo toscano.
Fece conoscere, presso le corti tedesche, le forme del Giambologna, seppur aggiornate in linea con lo spirito nordico, e fu l'iniziatore del movimento barocco.
Dal 1581 al 1595 fu attivo a Kircheim, nel castello dei Fugger, lavorando assieme all'italiano Carlo Pallago. In questo luogo realizzò una dozzina di statue oltre alle fontane nel giardino, tra le quali spicca quella raffigurante l'imperatore Augusto . Alcune delle sue opere sono esposte al Museo di Monaco, tra le quali si può citare il gruppo di Venere e Marte.
Dal 1589 al 1591 operò ad Augusta, creando la fontana del municipio.
Nello stesso periodo lavorò, per conto del duca di Baviera, nella chiesa dei Gesuiti e per il mausoleo.
Successivamente si spostò a Innsbruck, al servizio del fratello dell'imperatore Massimiliano III d'Austria, dove restò fino al 1613 e realizzò vari opere, dai ritratti equestri alle statue mitologiche e ai monumenti funerari.
Negli ultimi anni della sua vita soggiornò a Monaco di Baviera.
Quindi, complessivamente Gerhard ci ha lasciato Importanti lavori a Monaco di Baviera (ad esempio nella chiesa di San Michele, nella piazza di Santa Maria, nell'Hofgarten).
Da notare che anche suo fratello, Hendrick, svolse l'attività di artista, ad Amsterdam e a Danzica.